# Вілл Соломон

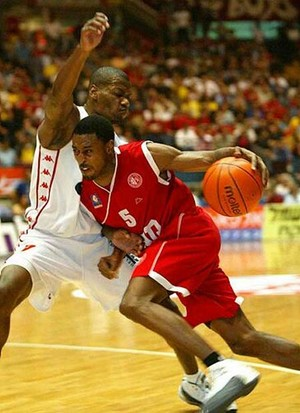
Вілл Соломон

Вільям «Вілл» Джеймс Соломон (англ. William "Will" James Solomon; 20 липня 1978) — американський професійний баскетболіст. Позиція — захисник. У цей час є гравцем БК «Черкаські Мавпи» .

## Кар'єра уНБА
Соломон був обраний на драфті 2001 під 33 номером клубом «Ванкувер Ґріззліс» (зараз — «Мемфіс Ґріззліс»). У дебютному сезоні провів у НБА 62 гри, набирав у середньому 5.2 очок за гру.
У наступному сезоні Соломон вирішив покинути НБА і підписав контракт з одним із клубів першості Греції.
До 2008 Вілл виступав за клуби з Ізраїлю, Греції, Туреччини. У сезоні 2008-09 — повернувся у НБА. 28 липня 2008 він підписав контракт з «Торонто Репторз». 19 лютого 2009 Соломон змінив клуб на «Сакраменто Кінґс». Незабаром після переходу Вілла було звільнено. Всього за сезон 2008-09 Соломон взяв участь у 53 іграх регулярної першості: 39 у складі «Репторз» та 14 у складі «Кінґс».